# Verbascum calyculatum
Verbascum calyculatum är en flenörtsväxtart som beskrevs av Louis Athanase Anastase Chaubard. Verbascum calyculatum ingår i släktet kungsljus, och familjen flenörtsväxter. Inga underarter finns listade i Catalogue of Life.